# Villach
Villach (pronunciación: /ˈfɪlax/ⓘ; en esloveno Beljak) es una ciudad austriaca situada en el sur del país, que se encuentra a escasos kilómetros de la frontera con Italia y Eslovenia. Debido a su localización es un importante nudo de comunicaciones en la zona. Tiene una población de 57.925 personas, lo que la convierte en la séptima ciudad austriaca más habitada.

## Situación

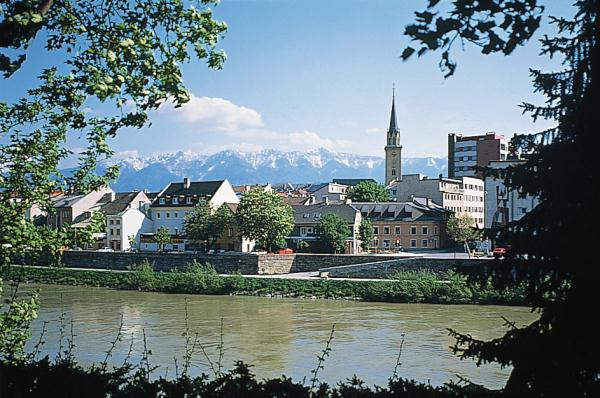
Vista de Villach sobre el río Drava

Pertenece al Land o estado federado de Carintia, siendo la segunda ciudad más importante de dicho Land, por detrás de Klagenfurt, capital del mismo. Villach constituye un importante nudo de comunicaciones en Austria y en la zona de los Alpes Adriáticos, tanto por carretera, como por ferrocarril.
Se encuentra al oeste de Klagenfurt en la confluencia entre los ríos Drava y su afluente el Gail. El río Drava es a su vez un afluente del Danubio.
En los alrededores de Villach hay diversos lagos, como el Ossiacher See, el Faaker See, el Silbersee, el Vassacher See, el Magdalensee y el St. Leonharder See.
Si bien la mayoría de la población de Villach habla alemán, debido a su cercanía a Eslovenia hay una minoría que habla esloveno.

## Historia

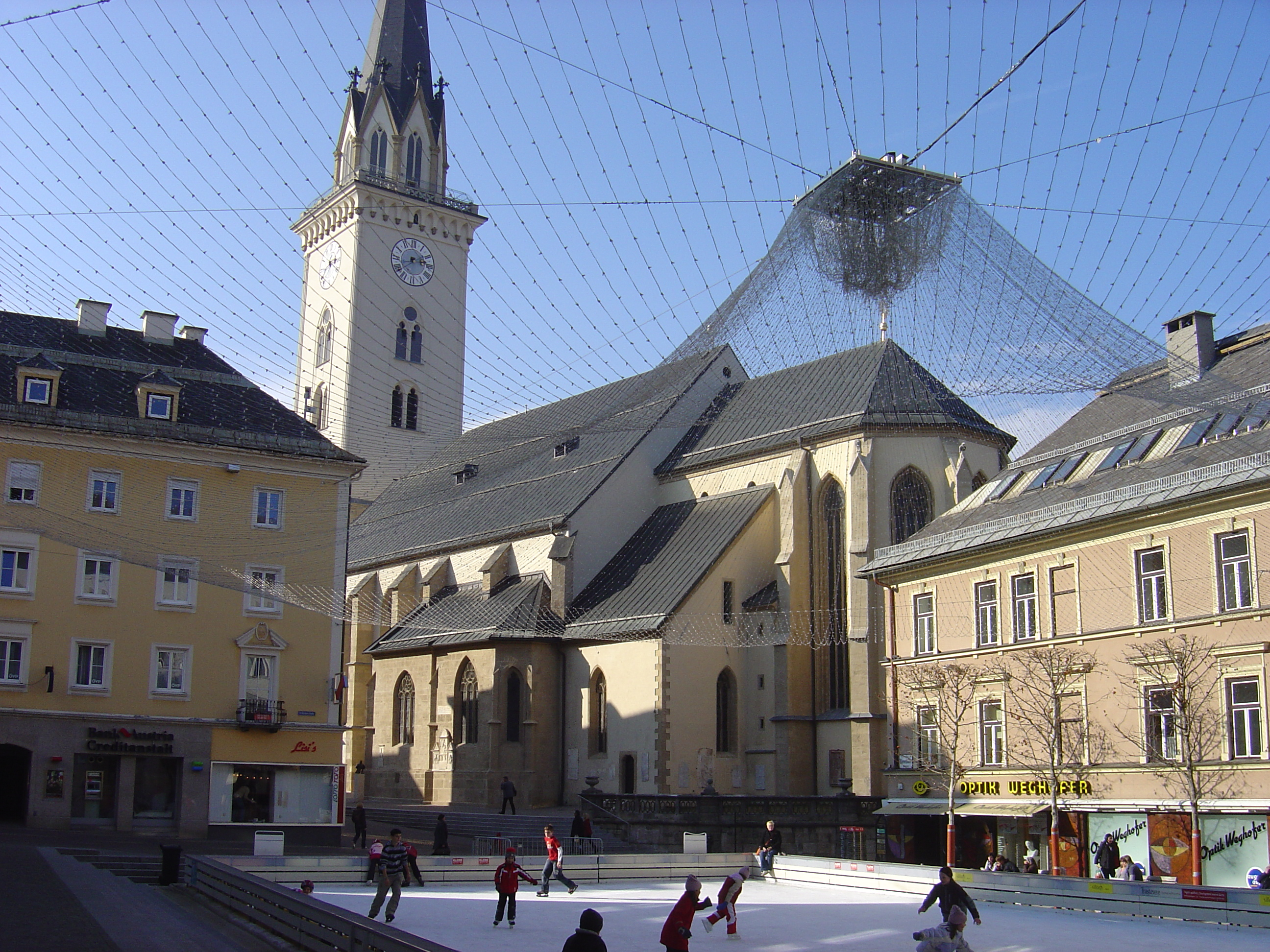
Plaza del ayuntamiento

Se han encontrado pruebas de la presencia de humanos en la zona de Villach durante la Edad de Piedra. En época de los romanos constituyó una estación termal. El nombre de Villach proviene al parecer de un puesto romano, denominado Bilachinium.
En el año 740 pasó al dominio del Ducado de Baviera. Durante los años siguientes formará parte del Arzobispado de Bressanone (979) y del arzobispado de Bamberg (desde el 1007 hasta el 1759). Será en 1240 cuando vea reconocido su estatus de ciudad.
En 1348 y en 1690 dos terremotos que destruyeron gran parte de la ciudad, así como varios incendios en el transcurso de los años que afectaron a algunos edificios, más concretamente en 1524, 1606, 1713 y 1813.
Fue en su época un importante centro del protestantismo, hasta que la población protestante fue obligada a emigrar, lo que tuvo repercusiones económicas negativas para la ciudad.
En 1759 Villach fue comprada a Bamberg por la Emperatriz María Teresa y pasó a formar parte de Austria, aunque durante algunos años en la época del Imperio Napoleónico, Villach perteneció temporalmente a Francia (1809 a 1813).
Durante la Segunda Guerra Mundial Villach fue bombardeada en más de 40 ataques aéreos y como consecuencia resultó muy dañada.

## Transportes

### Ferrocarril
La estación ferroviaria que sirve a la ciudad es un importante nodo de conexiones del sur de Austria, con trayectos directos a las principales ciudades del país, además de otras situadas en países vecinos.

## Visitas turísticas
- Paracelsushof
- Museo municipal (Stadtmuseum)
- Iglesia de san Nicolás
- Iglesia de la Santa Cruz
- Plaza Mayor
- Iglesia de san Jacobo

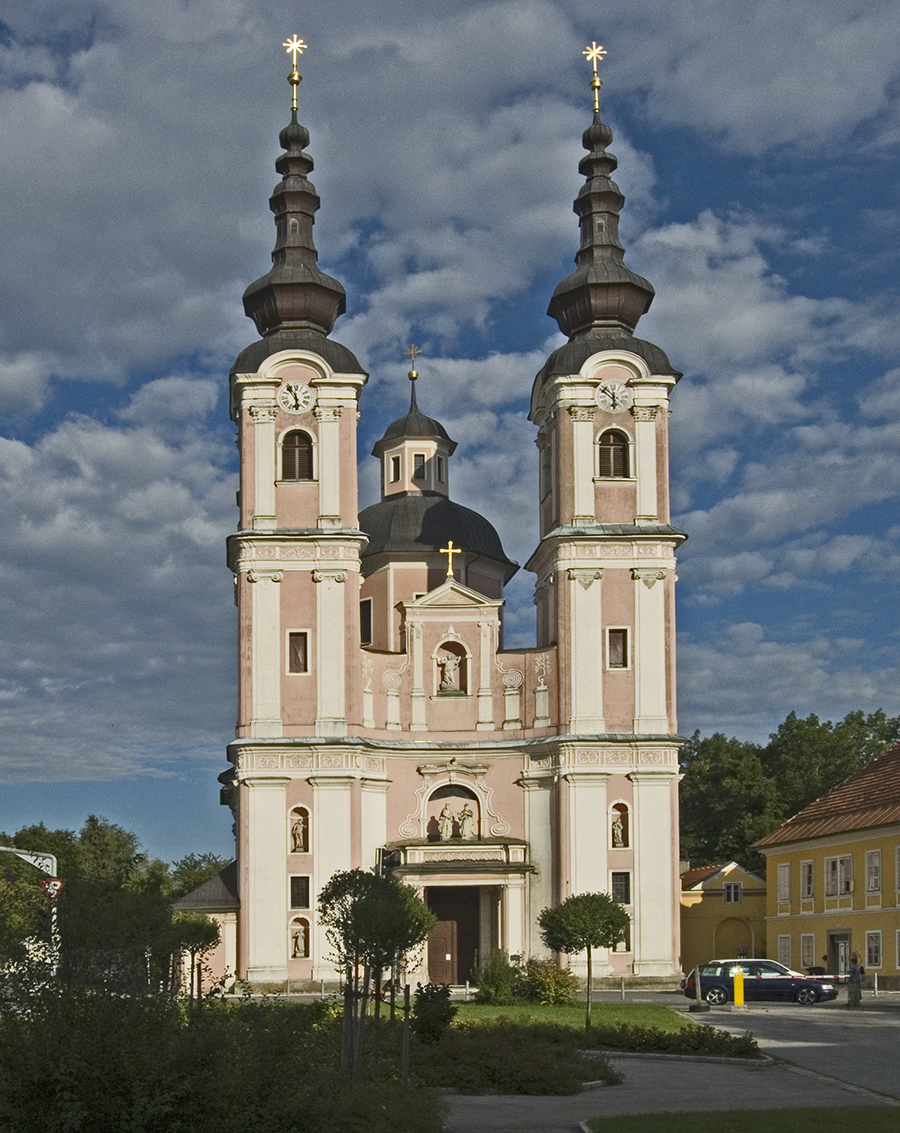
Kirche zum Heiligen Kreuz
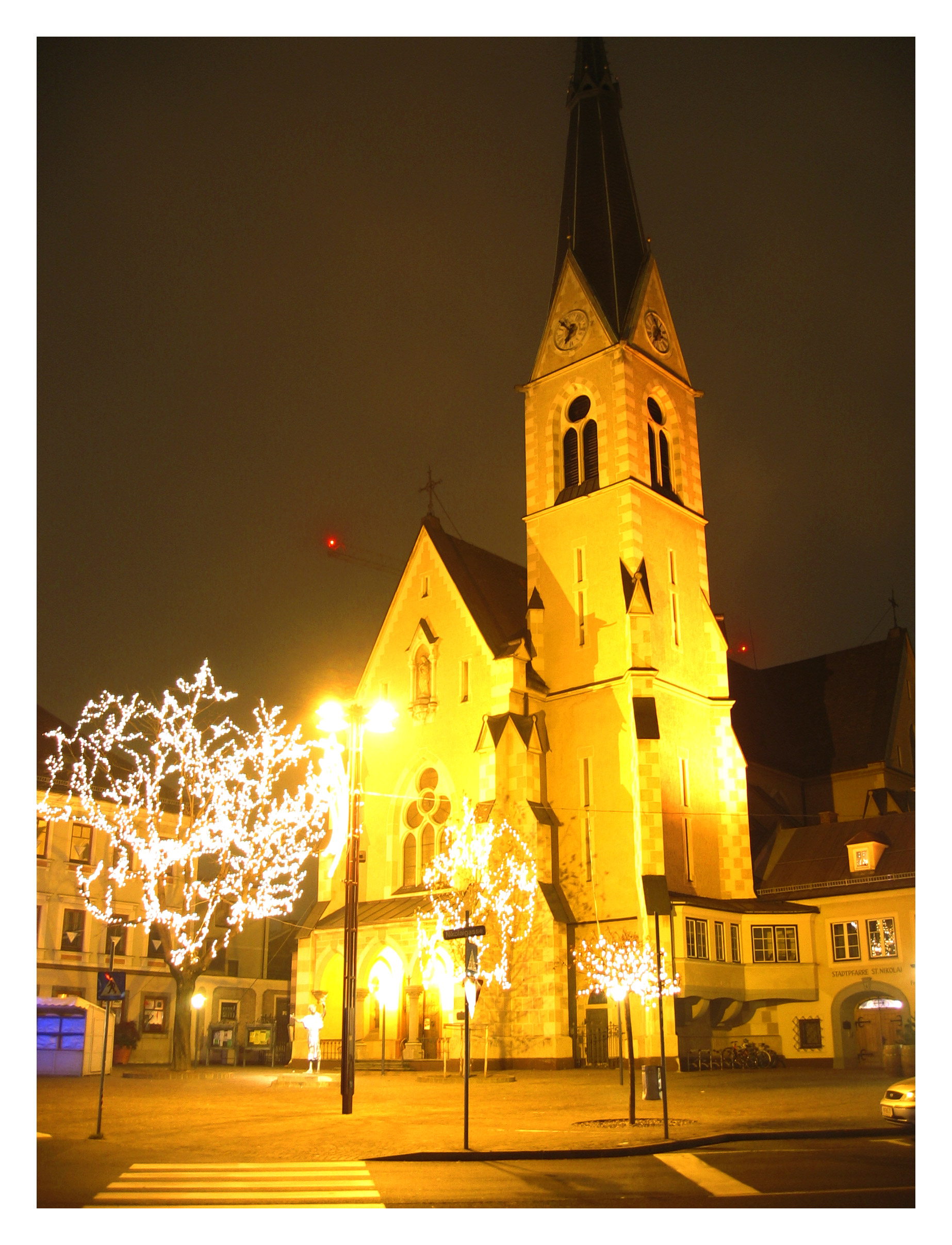
Nikolaikirche
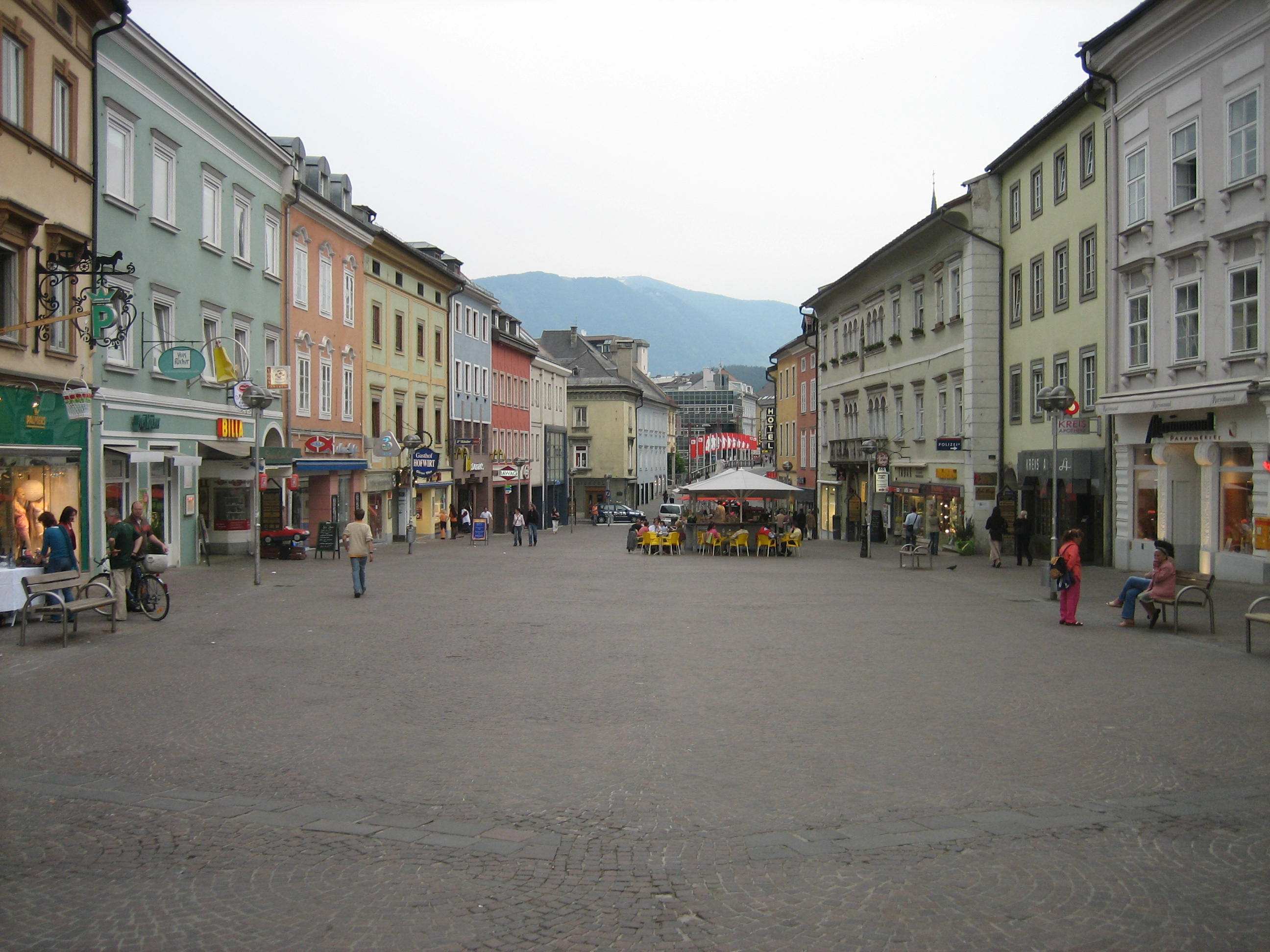
Hauptplatz (plaza Mayor)
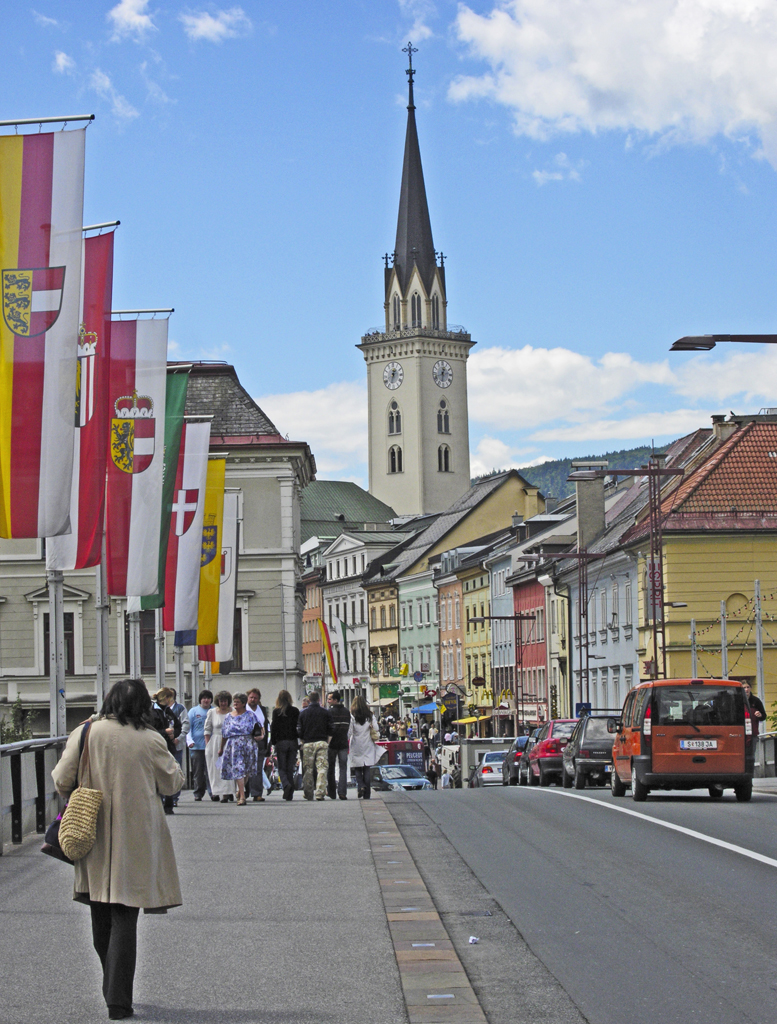
Casco antiguo de Villach